# Cypress (Illinois)
Cypress is een plaats (village) in de Amerikaanse staat Illinois, en valt bestuurlijk gezien onder Johnson County.

## Demografie
Bij de volkstelling in 2000 werd het aantal inwoners vastgesteld op 271. In 2006 is het aantal inwoners door het United States Census Bureau geschat op 291, een stijging van 20 (7,4%).

## Geografie
Volgens het United States Census Bureau beslaat de plaats een oppervlakte van 1,9 km², geheel bestaande uit land. Cypress ligt op ongeveer 104 m boven zeeniveau.

## Plaatsen in de nabije omgeving
De onderstaande figuur toont nabijgelegen plaatsen in een straal van 16 km rond Cypress.